# Leica

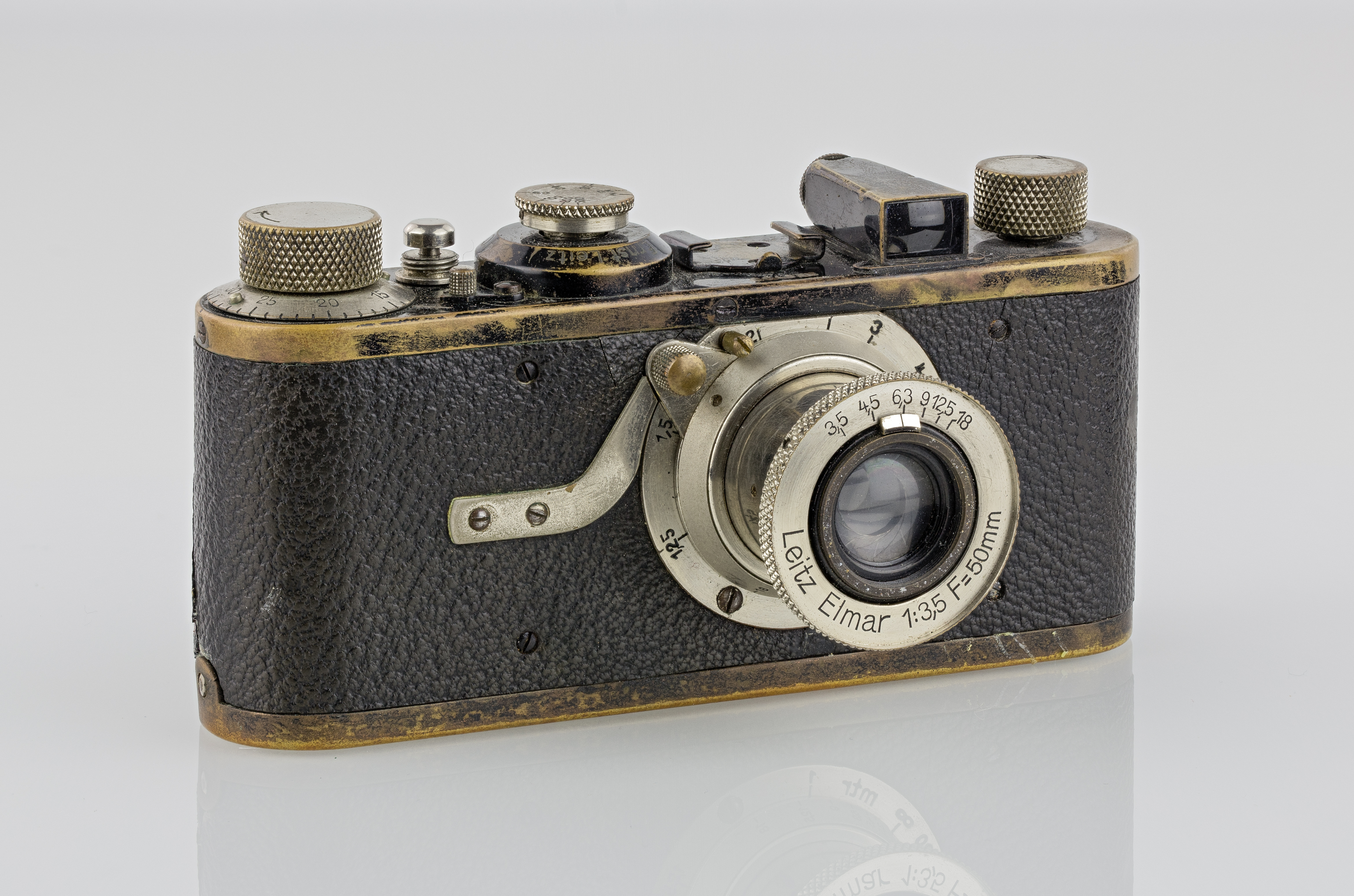
Leica I, 1927, med objektiv Leitz Elmar

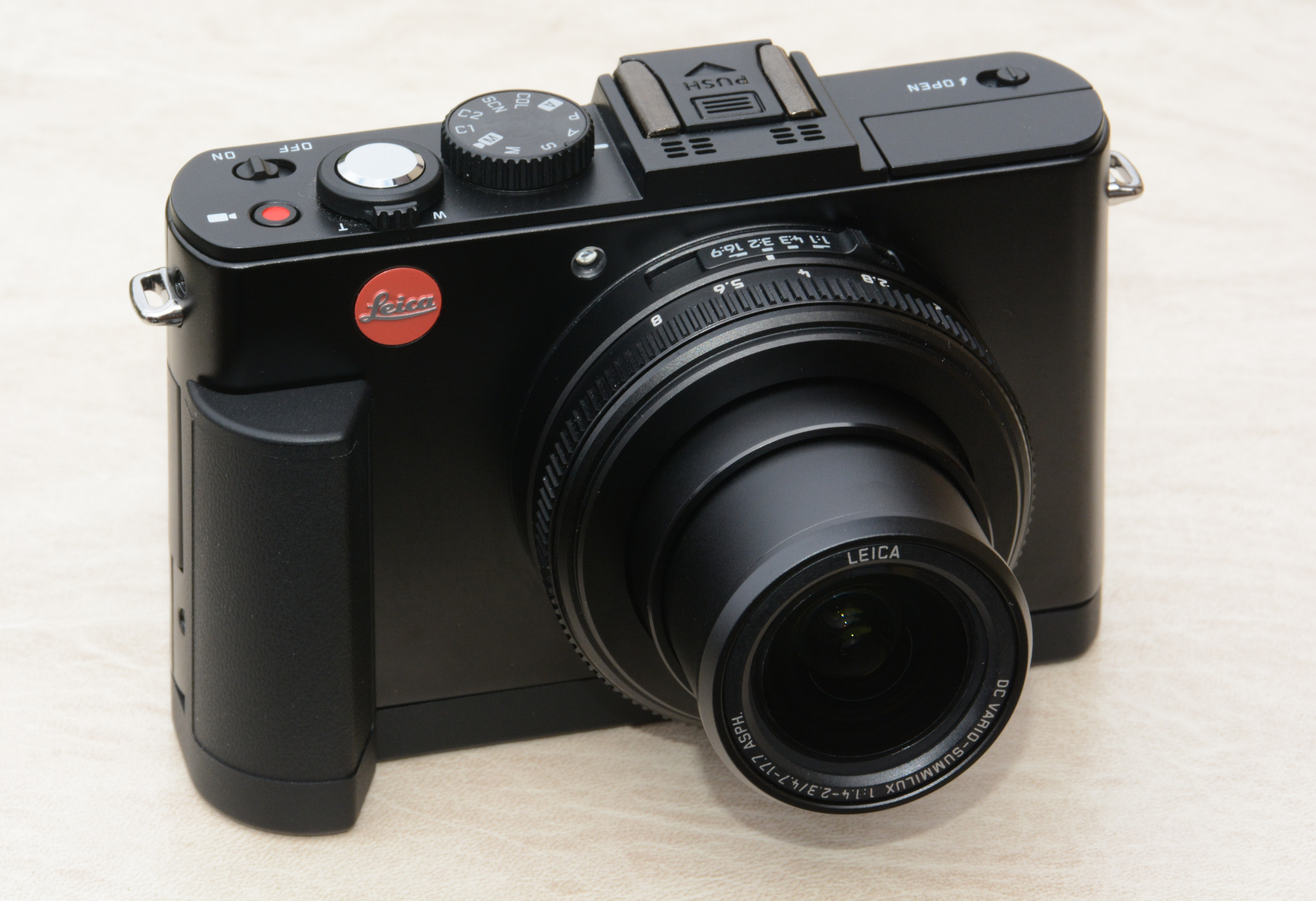
En modern Leica: D-Lux 6

Leica är en tillverkare av kameror, optik, mikroskop, kikare och optisk mätutrustning. Företaget har sitt ursprung i Wetzlar, Tyskland. Produktionen av Leica-kameror inleddes 1925 och Leica är en förkortning av Leitz camera, registrerat varumärke hos firma Ernst Leitz.
Några av världens mest kända nyhetsbilder har tagits med Leica-kameror. Kamerans ringa storlek bidrog till att göra den till ett reporterverktyg med världsrykte redan under mellankrigstiden. 
Det japanska företaget Panasonic har numera ett samarbete med Leica om optik till sina kameror. Panasonic har i sin kameraserie Lumix objektiv med beteckningen "Leica". Dessa objektiv är utvecklade och designade av Leica, som dock inte står för tillverkningen av dem. 

## Historik

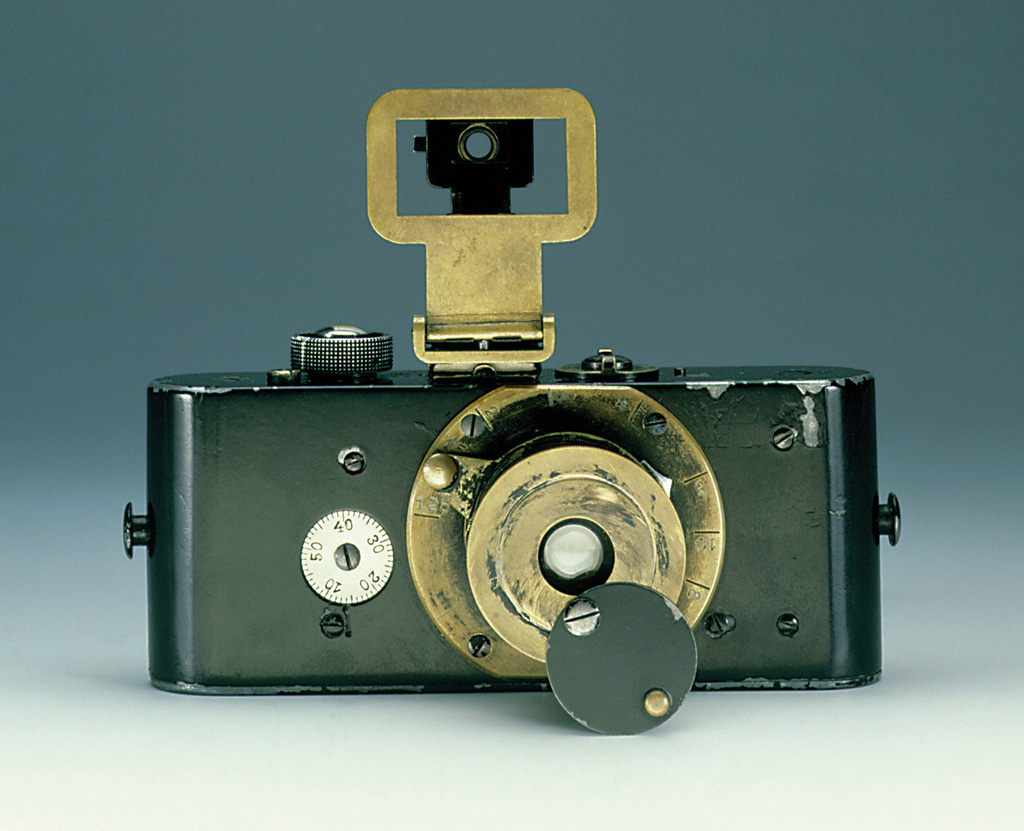
Ur Leica

1849 grundade Carl Kellner ett optiskt institut i Wetzlar. Verksamheten byggdes ut av Ernst Leitz och ombildades till Ernst Leitz Werke (E. Leitz Optische Werke) och tillverkade bland annat mikroskop. Kring sekelskiftet 1900 breddades sortimentet. 
Nu utvecklades en liten kamera av Oskar Barnack, den så kallade Ur-Leican som blev klar 1914. Oskar Barnack var utvecklingschef på  Leitz. Han har fått ge namn till gatan där Leica Camera AG låg i Solms (1986–2014). Barnack önskade sig en kamera som skulle vara lätt att ta med sig och utgick därför från standardformatet för spelfilm som än idag är en 35 mm bred film, det liggande bildformatet blev 24 x 36 mm. Man valde en längd på filmrullen som medgav 36 exponeringar (det dominerande formatet än idag). Kameran hade ursprungligen ett 55 mm-objektiv med en ljusstyrka på f/3,5 men endast ett fåtal år efter lanseringen fanns en uppsjö av olika objektiv. Kameran visades för första gången på industrimässan i Leipzig. Småbildskameran som Barnack utvecklat började serietillverkas 1924 och blev en oväntat stor framgång.
1986 delades bolaget i Leica Camera AG, Leica Microsystems GmbH och Leica Geosystems AG. Leica Camera AG flyttades i samband med detta till Solms. Idag är produktionen uppdelad på tre oberoende företag: Leica Camera AG (kameror och kikare), Leica Microsystems GmbH (mikroskop) och Leica Geosystems AG (geodesiinstrument, ägs idag av svenska Hexagon AB). Varumärket Leica ägs av Leica Microsystems och licensieras till de andra. År 2014 flyttades Leica Camera AG tillbaka till Wetzlar, till en nybyggd fabrik.

## Kameraserier

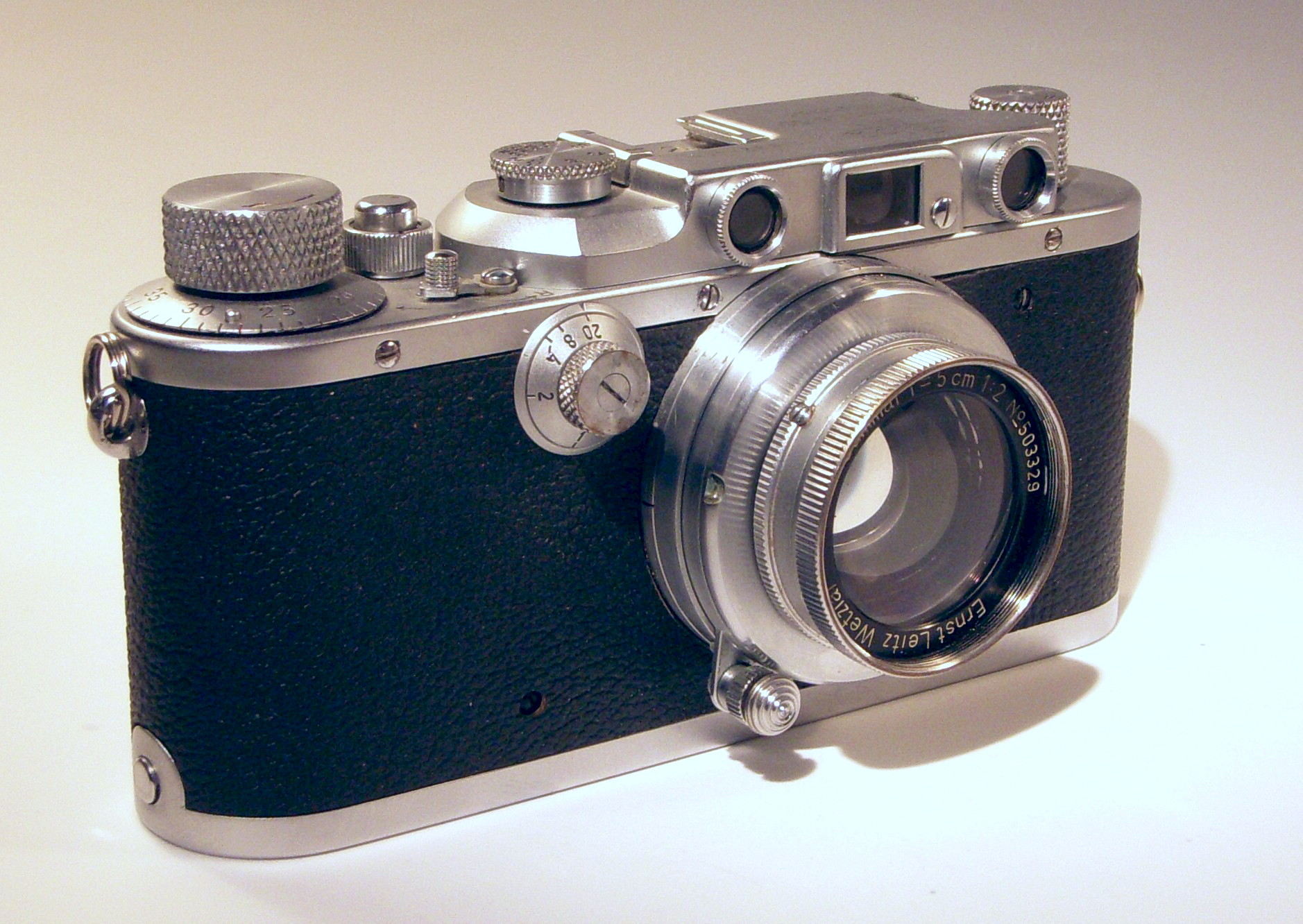
Leica III 1930-tal

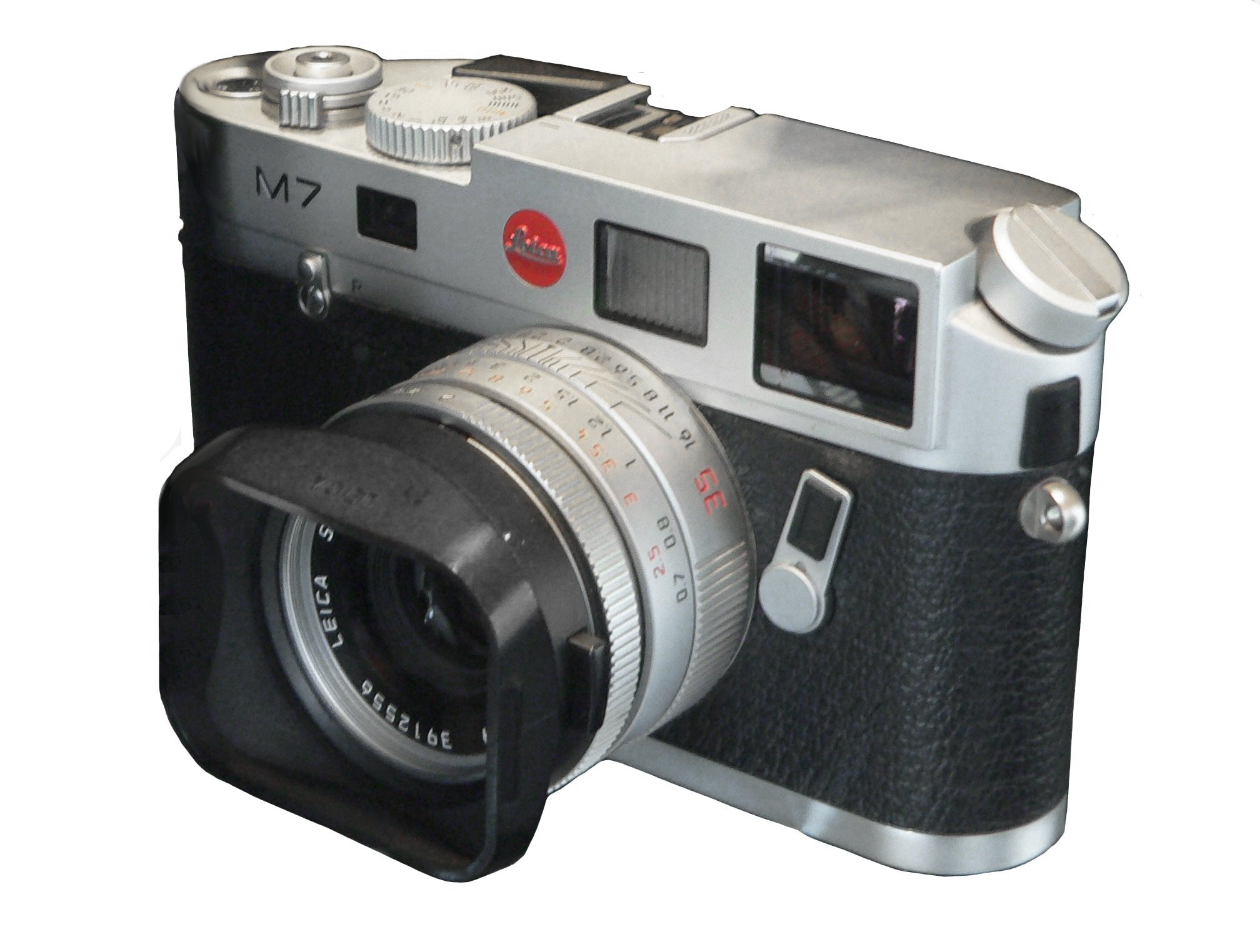
Leica M7 med mätsökare. Sekundärsökaren med den inspeglade bilden är den mörka rutan nedanför slutartidsratten. Den gråare rutan i mitten tar ljus till ramarna för de olika objektiven.

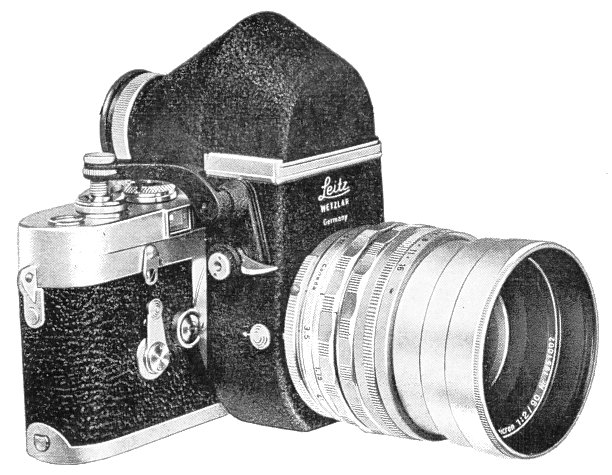
Visoflex påmonterad

### Leica I, II, III
Första modellerna hade fast optik och enkel genomsiktssökare. Så småningom tillkom en enklare avståndsmätare och utbytbar optik (med skruvgänga). Alla dessa modeller hade filmframmatning med ratt. Dessa kallas på tyska för Schraubleica ("skruvleica") på grund av att objektivfattningen är M39, även kallad LTM ( Leica Thread Mount).

### Leica M
Till Leicas mer kända produkter hör mätsökarkamerorna i M-serien (tyska: Messsucher). Den första modellen, M3, tillverkades 1954–1966 i mer än 200 000 exemplar och var jämte M2 ett tag närmast standard bland pressfotografer. Mätsökaren var en s.k. parallaxsökare. 
Senare modeller inkluderar M2 (mätsökare för 35, 50 och 90 mm objektiv, mot M3:s 50-90-135) och M1 (enklare variant av M2), M4, M5, M6 och de digitala M8 och M9. Idag (2013) tillverkas de analoga M7 (med bländarstyrd tidsautomatik) och MP (manuell) samt de digitala modellerna M och M-Monochrom. Den sistnämnda är en ren svartvit digital kamera, utan bayer-filter. Alla M-modeller har samma objektivfattning (kallad M-bajonett), och delar därför ett system av objektiv, s.k. systemkamera. 

#### Visoflex
Eftersom M-modellen i sig inte har någon spegelrörelse vid exponering, hörs endast ridåslutarens (tysta) rörelse vid fotografering. För brännvidder längre än 135 mm, samt för makrofotografering, fanns ett separat spegelhus Visoflex (I, II resp. III) som sattes mellan kameran och objektivet/bälgen. En spak kopplade spegelrörelse till avtrycket och tre lägen kunde väljas: spegeln uppfälld kontinuerligt (sökaren blind), spegelrörelse kopplad till fotografens fingerrörelse för tyst uppfällning (lite längre blindperiod) eller fjäderbelastad spegelrörelse med inställbar tryckpunkt – ganska slamrigt avtryck. 
Vissa 90 och 135 mm objektiv fanns även i Visoflex-version. Dessa kunde inte användas i kameran utan detta spegelhus. 
Visoflex fanns också för modeller före M-serien.

### Leicina
Smalfilmskameror från Leica. Tillverkas inte längre. 

### Leicaflex
Enögd spegelreflexkameraserie. Systemkamera. Format småbild. Tillverkas inte längre. 

### Leicaflex SL

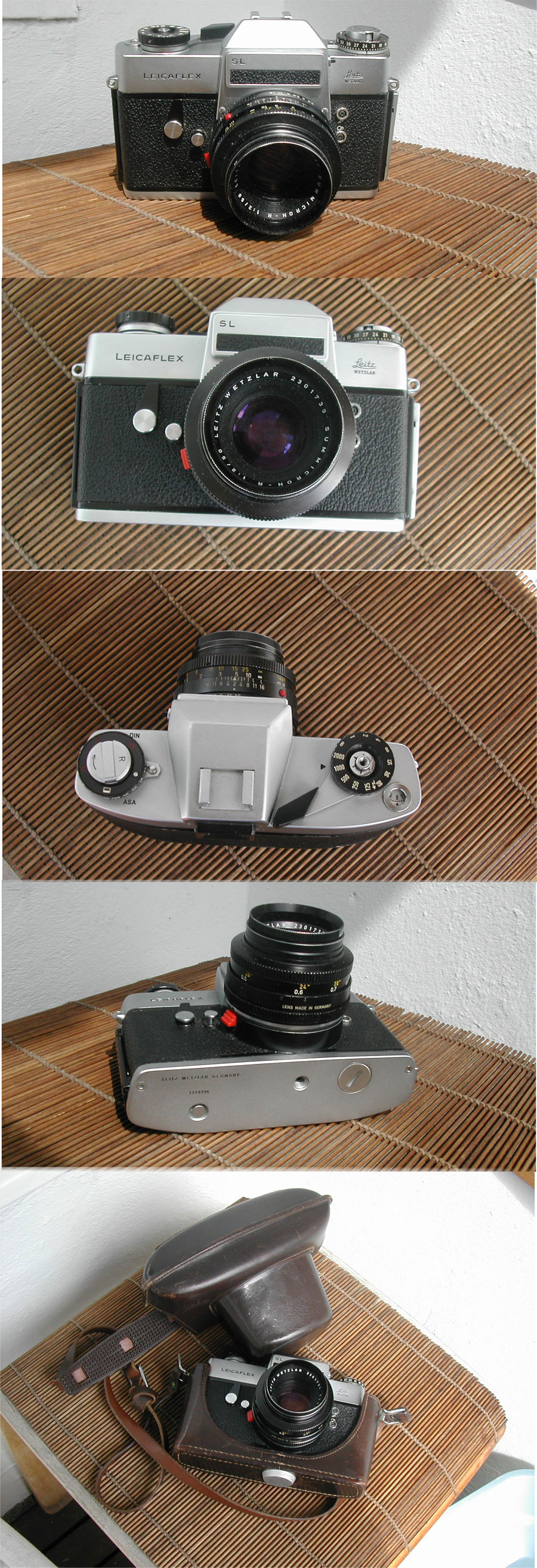
Leicaflex-SL

### Leica CL
Kompakt version av mätsökarkamerorna med utbytbar optik och M-bajonett. Format småbild. Har TTL Ljusmätare precis som M5. Tillverkas inte längre.
2017 lanserades en ny digital modell med samma namn utrustad med utbytbar autofokusoptik och elektronisk sökare. Tidigare Leicaoptik med manuell fokusering kan användas med adapter.

### Leica R
En serie av enögda spegelreflexkameror, efterföljare till Leicaflex.
Innefattar modellerna R3, R4, R5, R6, R6.2, R7, R8, R9.

## M-Objektiv

### Leica Summilux-M Aspherical 35mm (1990–1994)
Detta objektiv har två handslipade linser som gjorde det mycket dyrt i produktion. Väldigt få exemplar producerades överhuvudtaget. Idag håller det än ett högt värde och har sina fans.

### Leica Summilux 1,4 50mm (1961–2004)
Detta ljusstarka standardobjektiv härstammar från föregångaren Summarit 1,5 50mm. Efter de första två åren ändrades den optiska formulan lite, men objektivet förbättrades avsevärt. Till en början producerades det i en kromfattning som 1969 ändrades till en svarteloxerad fattning. 1992 fick den ett inbyggt motljusskydd.

### Leica Noctilux 1,2 50mm (1966–1975)
Detta superljusstarka objektiv har två handslipade asphäriska linser. Detta var mycket ovanligt för den tiden.

### Leica Noctilux 1,0 50mm (1976–2008)
Leitz klarade av att bygga en ljusstarkare variant utan dyra asphäriska linser.

### Leica Noctilux 0,95 50mm ASPH (2008–idag)
Den sista versionen av Leica's Noctilux har betydligt bättre optiska egenskaper än dess föregångare.

## Samarbetspartners

### Objektiv från andra tillverkare/konstruktörer
- Schneider Kreuznach, Minolta, Carl Zeiss och Sigma har tillverkat/konstruerat objektiv till olika Leica-modeller.

### Objektiv för andra tillverkare
- Panasonic, FourThirds, vissa digitala videokameror och stillbildskameror har Leica objektiv.

### Kameror
- Minolta, modell Leica CL tillverkades av Minolta. Minolta introducerade 1980 en egen version, CLE med exponeringsautomatik.

### Annat
- Metrawatt, Nürnberg, Tyskland tillverkade exponeringsmätare för M-serien (kopplade till kamerans slutartidsvred) först med selencell senare med kadmiumsulfid (CdS).

## Fotnoter
1. ↑  För att kunna använda 35 mm objektiv på M3 resp. 135 mm objektiv på M2, fanns dessa objektiv i specialversioner med fast monterade försättslinser för mätsökaren. Dessa rektangulära linser satt på objektivets bas och stack upp mot de båda sökarna. Därmed blev M3 med 35an resp. M2 med 135an lite klumpiga att hantera.